# 6548-as mellékút (Magyarország)
A 6548-as számú mellékút egy négy számjegyű mellékút Somogy vármegyében. Azok az útszakaszok számozódnak ezzel az útszámmal, amelyek korábban a 67-es főutat alkották Kaposfüred északi széle és Somogyaszaló északi külterületei között, a főút településeket elkerülő új nyomvonalának (egy időben, átmenetileg használt nevén R67-es gyorsútnak) a forgalomba helyezéséig.

## Nyomvonala
A 67-es főút 47+700-as kilométerszelvénye közelében épült körforgalmú csomópontból indul ki, nem messze a Kaposvárhoz tartozó Kaposfüred legészakibb házaitól, nagyjából északkeleti irányban. Ugyanebbe a körforgalomba csatlakozik dél felől a 65 146-os számú mellékút, mely Kaposfüred főutcájának tekinthető, illetve észak-északnyugat felé kiágazva a Magyaregres felé vezető 67 105-ös számú mellékút.
Csekély irányváltásait nem számítva északkeleti irányban halad az első kilométerein, közben – nagyjából 2,5 kilométer megtétele után – áthalad az itt már tóvá duzzasztott Deseda-patak hídján. Nyomvonala a hídon a megyeszékhely és Magyaregres határvonalát követi, de a patak keleti partját elhagyva már Somogyaszaló közigazgatási területén folytatódik tovább, lassanként északi irányba fordulva.
Megközelítőleg 3,2 kilométer után éri el e község lakott területének a déli szélét, ahol a Szedres utca nevet veszi fel, bár egy darabig még ezután is a belterület keleti peremén, kertek, illetve mezőgazdasági területek között húzódik. Majdnem pontosan 4,1 kilométer után éri el azt a kereszteződést (a 65 143-as számú mellékút kiágazását), ahol le lehet térni keleti irányban a községhez tartozó, de különálló Antalmajor, valamint a Kaposvár–Siófok-vasútvonal Somogyaszaló megállóhelye felé.
Következő, nagyjából másfél kilométeres szakaszán Somogyaszaló főutcájaként folytatódik, Kossuth Lajos utca néven, a belterület északi szélét pedig 5,6 kilométer megtétele után éri el. Utolsó szakaszán különszintű csomópontban éri el ismét a 67-es főút településeket elkerülő, új nyomvonalát: előbb csatlakozik hozzá egy lehajtó ág Kaposvár felől (67 401) és kiágazik belőle egy felhajtó ág Balatonszemes irányába (67 402), majd elhalad a főút felüljárója alatt, ezt követően pedig a Balatonszemes felőli lehajtót (67 403) elérve ér véget. Szilárd burkolatú, de számozatlan, alsóbbrendű szervizútként folytatódik tovább észak felé, Mernye irányában, egészen a 6549-es út kezdőpontjáig.
Teljes hossza a kira.kozut.hu adatai szerint 6,275 kilométer.